# Valerio Aboian
Valerio Aboian (* 14. Juni 2002 in Buenos Aires) ist ein argentinischer Tennisspieler.

## Karriere
Zwischen 2017 und 2020 spielte Aboian in unregelmäßigen Abständen auf der ITF Junior Tour, dabei aber vor allem in Südamerika. In der Junioren-Rangliste erreichte er mit Platz 128 seine höchste Notierung.
Bei den Profis spielte Aboian ab 2021. In seinem ersten Profijahr brachte er es auf der ITF Future Tour im Einzel zu drei Einzügen ins Halbfinale und Platz 990 in der Weltrangliste am Jahresende. Im Doppel gewann er drei Titel und schaffte es in die Top 600. 2022 steigerte er sich. Im Einzel gewann er seine ersten drei Titel, während er im Doppel seinen vierten Titel einfuhr, seltener antrat und etwa 100 Plätze verlor. Mit Platz 452 im Einzel machte Aboian knapp 500 Plätze gut. 2023 setzte sich sein Aufwärtstrend fort. Das erste Mal spielte Aboian erfolgreich auf der ATP Challenger Tour. In Tigre erreichte er nach erfolgreicher Qualifikation das Viertelfinale. Danach schaffte er es lange nicht sich tiefer in ein Turnier vorzuspielen. Nach dem Karrierehoch von Platz 424, das er im April 2023 erreichte, fiel er bis zum Jahresende um knapp 100 Plätze. Einziger Erfolg war sein vierter Future-Titel. Anders als im Vorjahr war seine Leistung im Doppel besser als die im Einzel. Auf der Future Tour gewann er vier weitere Titel; mit seinem Bruder Leonardo gewann er damit insgesamt sechs der acht Titel. Die beiden anderen Titel gewann er mit dem Bolivianer Murkel Dellien. Mit letzterem feierte er auch seinen bis dato größten Titel. Nachdem er 2021 auf der Challenger Tour mit seinem Bruder bereits das erste Halbfinale in Buenos Aires erreicht hatte und er das mit Dellien in San Luis Potosí erneut geschafft hatte, gewannen sie zusammen den Titel in Coquimbo. Im Oktober 2023 erreichte Aboian sein Karrierehoch von Platz 304.

## Erfolge
| Legende (Anzahl der Siege) |
| Grand Slam                 |
| ATP Finals                 |
| ATP Tour Masters 1000      |
| ATP Tour 500               |
| ATP Tour 250               |
| ATP Challenger Tour (1)    |

### Doppel

#### Turniersiege
| Nr. | Datum       | Turnier  | Belag | Partner        | Finalgegner                 | Ergebnis  |
| --- | ----------- | -------- | ----- | -------------- | --------------------------- | --------- |
| 1.  | 6. Mai 2023 | Coquimbo | Sand  | Murkel Dellien | Tomás Farjat Facundo Juárez | 7:64, 6:0 |